# Sparkia immaculata
Sparkia immaculata là một loài bướm đêm trong họ Noctuidae.